# Gezinci
Gezinci  su naselje u Hrvatskoj, regiji Slavoniji u Osječko-baranjskoj županiji i nalaze se u sastavu općine Podravska Moslavina.

## Zemljopisni položaj
Gezinci se nalaze na 99 metara nadmorske visine u nizini istočnohrvatske ravnice. Selo se nalazi na državnoj cesti D34 Donji Miholjac- Slatina. Susjedna naselja: sjeveroistočno se nalazi općinsko središte Podravska Moslavina, istočno Krčenik, a sjeverno prema rijeci Dravi nalaze se Martinci Miholjački. Zapadno se nalaze naselja u sastavu općine Čađavica u Virovitičko-podravskoj županiji,  Čađavički Lug, s kojima su Gezinci spojeni, te Ilmin Dvor i Čađavica. Pripadajući poštanski broj je 31530 Podravska Moslavina, telefonski pozivni 031 i registarska pločica vozila NA (Našice). Površina katastarske jedinice naselja Gezinci je 0,21 km2.

## Stanovništvo
| broj stanovnika |       |       |       | 7     | 11    | 4     | 7     | 6     | 60    | 88    | 59    | 65    | 66    | 64    | 46    | 33    | 24    |
|                 | 1857. | 1869. | 1880. | 1890. | 1900. | 1910. | 1921. | 1931. | 1948. | 1953. | 1961. | 1971. | 1981. | 1991. | 2001. | 2011. | 2021. |

Od 1890. do 1961. iskazivano kao dio naselja. Od 1971. iskazuje se kao samostalno naselje nastalo izdvajanjem dijela iz naselja Krčenik.

## Vanjska poveznica
- http://os-astarcevica-viljevo.skole.hr/skola
- http://www.podravskamoslavina.hr/